# Traversèras
Traversèras (en francès Traversères) és un municipi francès situat al departament del Gers i a la regió d'Occitània.

## Geografia

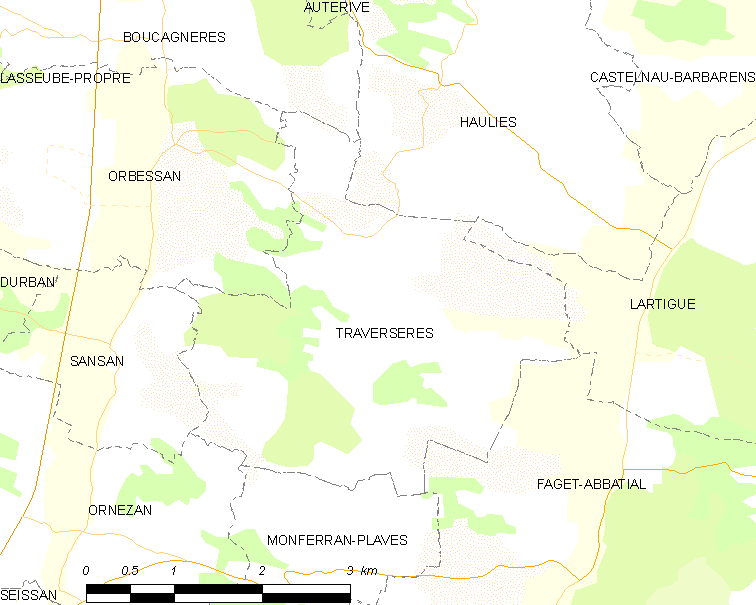
Mapa de la comuna de Traversèras

## Administració
| Període | Identitat          | Partit |
| ------- | ------------------ | ------ |
| 2001-   | Jean-Michel Liares |        |

## Demografia
| 1962                                       | 1968 | 1975 | 1982 | 1990 | 1999 | 2006 |
| ------------------------------------------ | ---- | ---- | ---- | ---- | ---- | ---- |
| 106                                        | 95   | 81   | 83   | 66   | 63   | 73   |
| Des de 1962: població sense dobles comptes |      |      |      |      |      |      |